# Renan (football, 1985)
Pour les articles homonymes, voir Renan.
Renan Brito Soares, plus communément appelé Renan, né le 24 janvier 1985 à Viamão, est un footballeur brésilien.

## Carrière
Il a fait ses débuts professionnels pour le club de l'Internacional contre Juventude au Championnat du Rio Grande do Sul de football le 3 avril 2005 sous le score de 1-0.
Le 12 août 2008, il est transféré au Valence CF pour 4 M€ et 4 ans. L'année suivante, il est prêté au Xerez CD. L'année d'après en prêt à l'Internacional et y signe définitivement l'été 2011.
En décembre 2012, il signe en faveur de Goiás Esporte Clube.

## Palmarès

### Club
SC Internacional
- Championnat du Rio Grande do Sul : vainqueur en 2005 et 2008
- Copa Libertadores : vainqueur en 2006 et 2010
- Recopa Sudamericana : vainqueur en 2007
- Coupe du monde des clubs : vainqueur en 2006

### Sélection
- Médaille de bronze aux Jeux olympiques de 2008